# Agila I.
Agila I. je bio vizigotski kralj u Hispaniji između 549. i 554. godine. Tijekom njegove vladavine, 551. godine, njegov suparnik i pretendent na vizigotsko prijestolje - Atanagild, tražio je od Justinijana I., bizantskog cara, pomoć protiv Agile. Justinijan je poslao malu flotu sa Sicilije, i 554. godine Atanagildovi pobunjenici su uz pomoć Bizantijaca pobijedili Agilu kod Seville. Agila je pobjegao u Meridu, no tamo su ga ubili njegovi ljudi.
Atanagild je postao kralj Vizigota, ali se Bizantijci nisu povukli, nego su zauzeli Betiku i gradove Kartagenu, Malagu i Cordobu i tamo ostali sljedećih 70 godina i osnovali provinciju Spaniju.
S druge strane, Vizigoti nisu vladali cijelom Hispanijom – Svevi u Galiciji, Baski su ostali nezavisni u pirinejskim brdima. No, postojale su pravne, društvene i vjerske razlike između Vizigota i Hispanorimljana koje je trebalo ukloniti kako bi starosjedioci prihvatili strane vladare.